# إعلان استقلال بنغلاديش

أول علم بنغلاديشي استخدم خلال حرب التحرير

إعلان استقلال بنغلاديش أعلن استقلال بنغلاديش في 26- مارس- 1971 في بداية حرب تحرير بنغلاديش. أرسل الشيخ مجيب الرحمن رسالة الإعلان قبيل احتجازه من قبل الجيش الباكستاني ولاحقاً في 27 مارس، وقد بثها الرائد ضياء الرحمن نيابة عن الشيخ مجيب. وقد تم تعميم هذا الإعلان على نطاق واسع في الصحافة الدولية في أواخر آذار / مارس 1971.
وفي 17 نيسان / أبريل، أصدرت الحكومة المؤقتة لبنغلاديش إعلاناً بالاستناد إلى الإعلان السابق وأرست دستوراً مؤقتاً لحركة الاستقلال.

## التصريحات الأولى
في 25 آذار / مارس 1971، انهارت المفاوضات بين الرئيس الباكستاني يحيى خان وزعيم الحزب الشيخ مجيب الرحمن بعد أن رفض خان قبول خطة عبد الرحمن لوضع دستور اتحادي جديد في باكستان.
```
فاز حزب الرحمن بأغلبية مطلقة في الجمعية الوطنية خلال أول انتخابات حرة باكستانية في عام 
1970
. ومع ذلك، تم منع البرلمان المنتخب حديثا من الاستيلاء على السلطة بسبب اعتراضات من الجيش الباكستاني ومؤسسة غرب الباكستان. وحزب رابطة عوامي.
```

بدأت العصبة حملة عصيان مدني في شرق باكستان للضغط من أجل عقد البرلمان، وسط تزايد الطموحات البنغالية في تقرير المصير والاستقلال. في 7 مارس 1971، خاطب عبد الرحمن مسيرة ضخمة مؤيدة للاستقلال في دكا. كان يحيى خان وبوتو في المدينة طوال شهر مارس لإجراء المفاوضات. وانتهت العملية السياسية بشكل مفاجئ من قبل الرئيس خان، الذي واجه ضغوطاً من الجيش.
في مساء 25 مارس، عقد مجيب اجتماعا لكبار الزعماء الوطنيين البنغاليين، بمن فيهم تاج الدين أحمد والعقيد ماغ عزماني. تم إطلاعهم من قبل المطلعين البنغاليين داخل الجيش على حملة قمع وشيكة. قرر الزعماء الوطنيون تشكيل حكومة مؤقتة في المنفى في الهند وإطلاق كفاح مسلح من أجل الاستقلال. ومع ذلك، قرر مجيب البقاء في داكا وشجاعته في حملة القمع التي تلوح في الأفق، رغم مناشدات الآخرين للانضمام إليهم في الهند. وقال مجيب وداعا للقادة «لقد منحتكم الاستقلال. اذهبوا الآن وحافظوا عليه».
في ليلة 25 مارس، أطلقت القوات المسلحة الباكستانية حملة "Search Searchlight" في عاصمة شرق الباكستان. توالت الدبابات في شوارع دكا. قيل إن الجنود ذبحوا الطلاب والمثقفين في جامعة دكا، وكذلك العديد من المدنيين في أجزاء أخرى من المدينة. حيث أشعلت النيران في أحياء هندوسية وتم وسحق المقاومة من الشرطة. في منتصف الليل، أرسل مجيب برقية لاسلكية إلى شيتاغونغ يأمر قادة رابطة بإعلان الاستقلال. وكان النص كتالي:
رسالة إلى شعب بنغلاديش والعالم. هاجمت القوات المسلحة الباكستانية فجأة قاعدة بنادق باكستان الشرقية في مركز شرطة بلخانة وراجارباغ في دكا من يوم 26 مارس، مما أسفر عن مقتل عدد من الأشخاص العزل. القتال العنيف مستمر مع بنادق شرق باكستان في دكا. الناس يقاتلون بوحشية مع العدو من أجل قضية الحرية البنغالية. يطلب من كل قسم من الشعب البنغالي أن يقاوم قوات العدو بأي ثمن في كل ركن من أركان بنغلاديش، بارك الله فيك ويساعد في كفاحك من أجل التحرر من العدو.
شرع الجيش الباكستاني باعتقال مجيب من مقر إقامته حوالي الساعة الواحدة. قبل إلقاء القبض عليه، أرسل مجيب رسالته التلغرافية «إعلان استقلال بنغلاديش».
في الساعة 2.30 من مساء 26 مارس 1971، بدأ زعيم رابطة عوامي م. أ. حنان بث إعلان مجيب للاستقلال على محطة إذاعة بنغلاديش المستقلة في شيتاغونغ، والتي تم نشرها على نطاق واسع في الصحافة الدولية. قراءة نص الإعلان:
تعتبر بنجلاديش اليوم دولة مستقلة وذات سيادة. وفي ليلة الخميس، هاجمت القوات المسلحة الباكستانية الغربية فجأة ثكنات الشرطة دكا. وقد قتل العديد من الأبرياء وغير المسلحين في مدينة داكا وغيرها من الأماكن في بنغلاديش. تستمر الاشتباكات العنيفة بين EPR والشرطة من ناحية والقوات المسلحة من Pindi من ناحية أخرى. البنغاليين يقاتلون العدو بشجاعة كبيرة لبنغلاديش المستقلة.
في 27 مارس / آذار، بث الرائد زيور رحمن، قائد فوج شرق البنغال، إعلانين باسم الشيخ مجيب. إعلان نفسه رئيسا مؤقتا للجمهورية. تدخّل خان وصاغ إعلانًا، تمت قراءته مرة أخرى على إذاعة بنغلاديش المستقلة. وكان نص الإعلان ما يلي:
وبهذا نعلن حكومة دولة بنغلاديش المستقلة، نيابة عن زعيمنا الوطني العظيم، القائد الأعلى لبنغلاديش، الشيخ مجيب الرحمن، استقلال بنغلاديش. وأعلن كذلك أن الشيخ مجيب الرحمن هو الزعيم الوحيد للممثلين المنتخبين عن 75 مليون نسمة في بنغلاديش. لذا أناشد نيابة عن زعيمنا العظيم الشيخ مجيب الرحمن لحكومات جميع الدول الديمقراطية في العالم، ولا سيما القوى الكبرى في العالم، والدول المجاورة، لاتخاذ خطوات فعالة لوقف الإبادة الجماعية المروعة التي تمت فوراً. من قبل جيش الاحتلال من باكستان. لنشرنا، فإن الممثلين المنتخبين قانونًا لغالبية الشعب كقمع هو نكتة قاسية وتناقض في المصطلحات التي لا ينبغي أن تتغاضى عنها. سيكون المبدأ التوجيهي للدولة الجديدة هو الأول، الحياد، والثاني، السلام، والثالث، الصداقة للجميع والعداء إلى لا شيء.

## الجمعية التأسيسية
في 17 أبريل 1971، تم تشكيل الحكومة المؤقتة لبنغلاديش في Mujibnagar . حولت أعضاء البنغالية المنتخبين من الجمعيات الوطنية والإقليمية لباكستان إلى الجمعية التأسيسية لبنجلاديش. أصدرت الجمعية التأسيسية إعلانًا ثانًيا للاستقلال، والذي كان بمثابة القانون الأساسي لبنغلادش حتى اعتماد الدستور في عام 1972. ويرد النص في ما يلي:
• أُجريت انتخابات حرة في بنغلاديش من
7- ديسمبر- 1970 إلى 17- يناير-1971 ، لانتخاب ممثلين لغرض صياغة الدستور.
•في حين انتخب شعب بنغلاديش في هذه الانتخابات 167 من أصل 169 من ممثلي رابطة عوامي
•استدعى الجنرال يحيى خان ممثلي الشعب المنتخبين للاجتماع في 3- مارس- 1971، لغرض وضع الدستور.
• تم تأجيلها وضع الدستور بشكل تعسّفي وغير قانوني لفترة غير محددة،
• أعلنت السلطات الباكستانية، بدلاً من الوفاء بوعدها، حربًا غير عادلة.
• ولما كان في وقائع وملابسات مثل هذا السلوك الخائن، فإن الشيخ مجيب الرحمن، الزعيم غير المتنازع لـ 75 مليون نسمة في بنغلاديش، في إ
أعمال الحق المشروع لحق الشعب في تقرير المصير لشعب بنغلاديش، أصدر إعلانا بالاستقلال. وكان هذا الأعلان في دكا 26 -مارس -1971، وحث شعب بنغلاديش على الدفاع عن شرف ونزاهة بنغلاديش،
•في حين أن السلطات الباكستانية ارتكبت أثناء الحرب الوحشية، العديد من أعمال الإبادة الجماعية والتعذيب غير المسبوق.
• في حين أن الحكومة الباكستانية عن طريق فرض حرب ظالمة وارتكاب جريمة إبادة جماعية وبواسطة تدابير قمعية أخرى جعلت من المستحيل على الممثلين المنتخبين لشعب بنغلاديش أن يجتمعوا ويضعوا إطاراً للدستور، وأن يعطوا لأنفسهم حكومة،
• ولكن شعب بنغلاديش من خلال بطولتهم وشجاعتهم للثورية قد أقام سيطرة فعالة على أراضي بنغلاديش؛ نحن الممثلون المنتخبون لشعب بنغلاديش، بوصفنا ملتزمين بالولاية التي أوكلها إلينا شعب بنغلاديش الذي شكلت إرادته العليا أنفسنا في الجمعية التأسيسية، بعد عقد مشاورات متبادلة ومن أجل ضمان مساواة شعب بنغلاديش وكرامة الإنسان والعدالة الاجتماعية،
تعلن وتؤلف بنغلاديش على أنها جمهورية شعبية سيادية وبالتالي تؤكد إعلان الاستقلال الذي أدلى به بالفعل الشيخ مجيب الرحمن، ويؤكد هنا ويقرر أنه إلى أن يتم إعلان الدستور، ويكون رئيس الجمهورية، ويكون سيد Nazrul Islam نائبًا لرئيس الجمهورية،
أن يكون الرئيس هو القائد الأعلى لجميع القوات المسلحة للجمهورية،
يمارس جميع السلطات التنفيذية والتشريعية للجمهورية بما في ذلك سلطة منح العفو،
يكون له سلطة تعيين رئيس الوزراء والوزراء الآخرين كما يراه ضروريا،
يجب أن يكون لها سلطة فرض الضرائب وإنفاق الأموال يكون لها سلطة استدعاء وتأجيل الجمعية التأسيسية، والقيام بكل الأشياء الأخرى التي قد تكون ضرورية لمنح شعب بنغلاديش حكومة منظمة وعادلة،
نحن الممثلون المنتخبون لشعب بنغلاديش يقررون أكثر أنه في حالة عدم وجود رئيس أو رئيس غير قادر على الدخول إلى مكتبه أو عدم القدرة على ممارسة سلطاته وواجباته، لأي سبب من الأسباب، فإن نائبه يمارس الرئيس ويمارس جميع الصلاحيات والواجبات والمسؤوليات الممنوحة هنا للرئيس.
ونقرر كذلك أننا نلتزم بمراعاة جميع الواجبات والالتزامات التي تؤول إلينا كعضو في أسرة الأمم وبموجب ميثاق الأمم المتحدة وإنفاذها،
نقرر كذلك أن إعلان الاستقلال هذا سيصبح ساري المفعول من يوم 26 مارس 1971.
ونقرر كذلك أنه من أجل إنفاذ هذا الصك، فإننا نعين البروفيسور يوسف علي على القدر المعمول به حسب الأصول ونقدم إلى الرئيس ونائب الرئيس قسمًا يمينًا .

## روابط خارجية
1. American intelligence reports on Bangladeshi Declaration of Independence